# جويس رينولدز
جويس رينولدز (بالإنجليزية: Joyce Reynolds)‏ هي ممثلة أمريكية، ولدت في 7 أكتوبر 1924 بديترويت في الولايات المتحدة.

## أعمال

### أفلام
- (1942) يانكي دودل داندي

## وصلات خارجية
- جويس رينولدز على موقع IMDb (الإنجليزية)
- جويس رينولدز على موقع ألو سيني (الفرنسية)
- جويس رينولدز على موقع أول موفي (الإنجليزية)
- جويس رينولدز على موقع قاعدة بيانات الأفلام السويدية (السويدية)
- جويس رينولدز على موقع ديسكوغز (الإنجليزية)
- جويس رينولدز على موقع قاعدة بيانات الفيلم (الإنجليزية)
- جويس رينولدز على موقع كينوبويسك (الروسية)